# Adonie

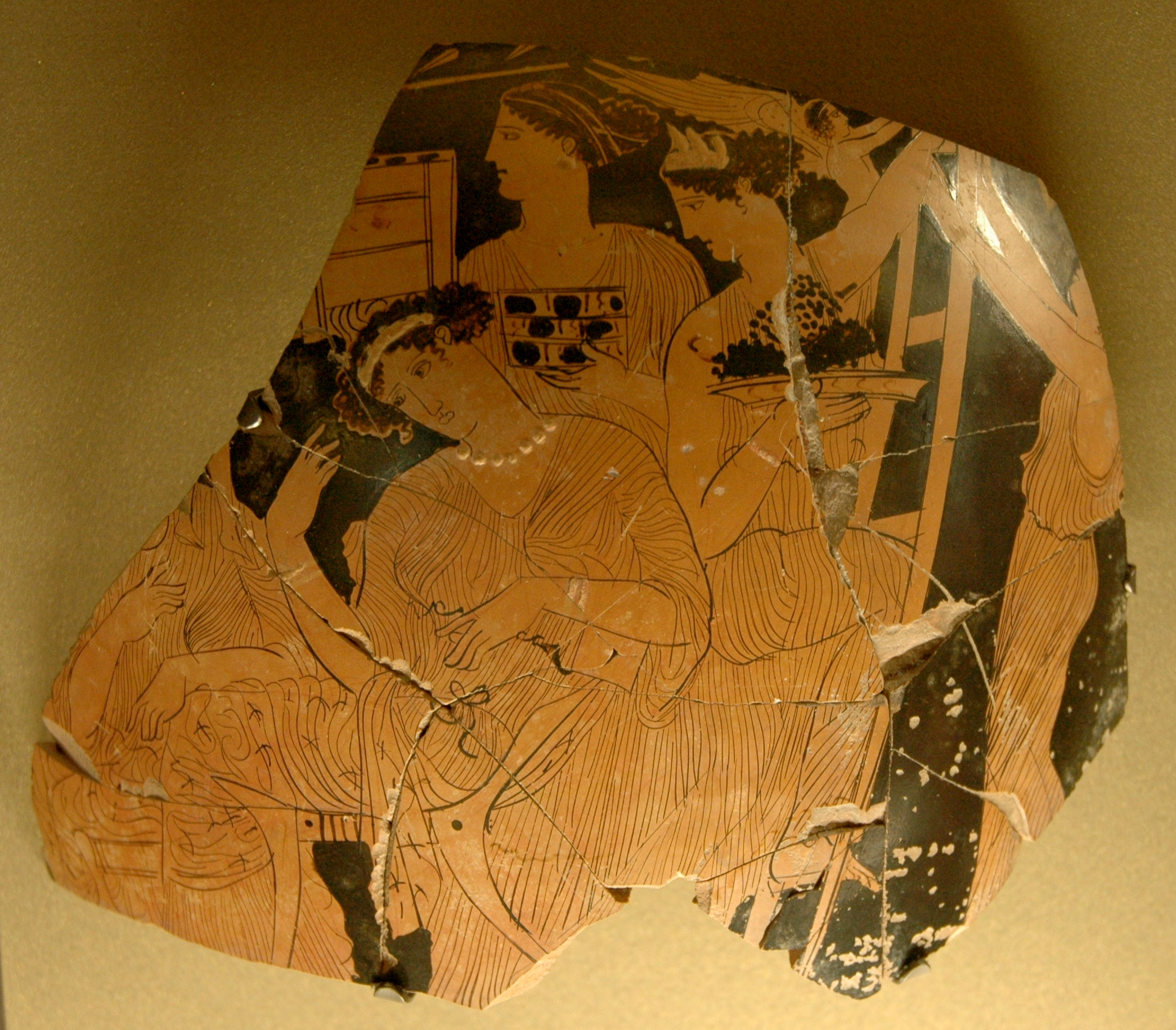
Celebrazione delle Adonie: frammento di un vaso nuziale attico del 430-420 a.C.

Le Adonie (in greco antico: Ἀδώνια?) erano feste dell'antica Grecia celebrate in onore di Adone.

## Località e celebrazione
Le Adonie avevano luogo in primavera oppure in estate. Nel primo caso, i riti ricordavano e rappresentavano il dolore per la scomparsa di Adone e tosto la gioia per il suo ritorno; nel secondo, i vari aspetti della vita vissuta in compagnia di Afrodite e bruscamente troncata dalla morte.
Cadevano in primavera le Adonie di Biblo (in Siria) e di Atene; in estate, quelle di Antiochia e di Alessandria. Di queste ultime ci offre una descrizione vivace e particolareggiata (per il tempo di Tolomeo Filadelfo), il XV idillio di Teocrito: si portavano in processione le immagini di Adone e di Afrodite, circondate da simboli di ogni specie della lussureggiante natura estiva e dai cosiddetti giardini di Adone; il canto magnificava la gioia dell'amore delle due divinità ma ricordava l'appressarsi dell'ora fatale della separazione ed augurava il ritorno di Adone l'anno venturo. 

## Le Adonie di Atene
Le Adonie ateniesi non erano feste pubbliche: lo scoliaste al v. 389 della Lisistrata di Aristofane precisa che la città non le finanziava né le organizzava; si svolgevano tra profumi, vino e pranzi nelle abitazioni private. Il commediografo greco Difilo definisce le Adonie un autentico bordello e della loro licenziosità ci informa anche Menandro.
Questo carattere promiscuo e libertino differenziava profondamente le Adonie dall'altra festa delle donne, le Tesmoforie, che erano pubbliche, solenni e caste: vi partecipavano solo le donne sposate a liberi cittadini, ed erano esclusi le schiave e gli uomini.
In Atene la prima parte della festa rappresentava il lutto per la morte di Adone, con pianti e lamenti di donne e canti di dolore. Seguiva la seconda parte con riti simili a quelli alessandrini sopra descritti. Durante le Adonie le donne piantavano cereali e ortaggi in vasi e cesti, posti sui tetti perché essiccassero in fretta. Nelle Adonie ateniesi una fase era dedicata alle lamentazioni in ricordo della morte prematura di Adone, ma si evocavano soprattutto i piaceri dell'amore fuori del matrimonio.